# بطولة ست ساعات في البحرين 2012

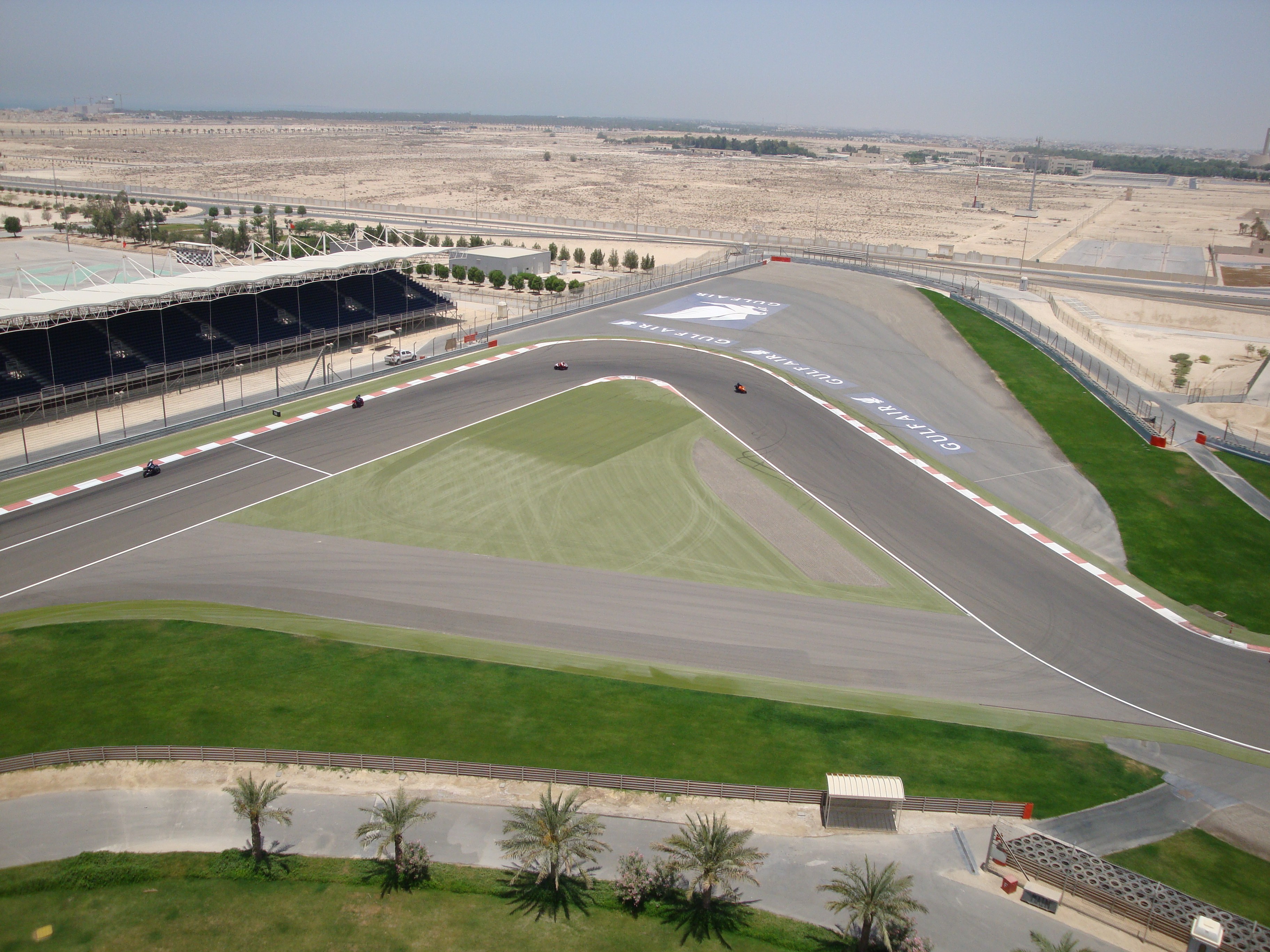

بطولة ست ساعات في البحرين 2012 هو سباق سيارات أقيم في حلبة البحرين الدولية بالصخير بالبحرين في 29 سبتمبر 2012. تعتبر الجولة السادسة من موسم بطولة الاتحاد الدولي للسيارات للقدرة العالمي 2012.
سيطر فريق أودي سبورت خويست على السباق عن طريق السائقين بينوا تريلوير ومارسيل فاسلر وأندريه لوتيرير متفوقين بفارق لفة واحدة على فريق أودي ر18 ترون كواترو الذي يتكون من ألن مكنيش وتوم كريستنسن. نيكولا لابيير من فريق تويوتا كان في صدارة السباق لكنه فقد أكثر من عشر دقائق في الحفر قبل انسحابه في نهاية المطاف بعد اصطدام في وقت مبكر. احتل فريق ستراكا راسينغ من هوندا المركز الثالث بفارق ست لفات خلف الفائزين.
فاز في فئة إل إم بي 2 فريق بيكوم راسينغ أوريكا الذي يقوده بيير كيفر ونيكولا ميناسيان ولويس بيريز كومبانك بفارق لفتين عن فريق سيغناتيك الذي يقوده جوردان تريسون وأوليفييه لومبارد وفرانك ميلو. فاز في فئة إل إم جي تي إي للمحترفين فريق أ. ف. كورس فيراري المكون من توني فيلاندر وجانكارلو فيزيكيلا بفارق لفة واحدة عن فريق أستون مارتن. السائق الآخر لفريق أ. ف. كورس فيراري أوليفييه بيريتا استبعد من الحدث بعد إجرائه اتصال غير مسموح به مع ريكاردو غونزاليس. فاز في فئة إل إم جي تي إي للهواة فريق بورش المكون من كريستيان ريد وجيانلوكا رودا وباولو روبيرتي.